# Jazgarz
Jazgarz (Gymnocephalus cernua) – gatunek ryby okoniokształtnej z rodziny okoniowatych (Percidae).

## Występowanie
Europa, z wyjątkiem Półwyspu Kolskiego, północnej części Półwyspu Skandynawskiego, Szkocji, Irlandii, południowej Francji oraz półwyspów Pirenejskiego, Apenińskiego i południowej części Półwyspu Bałkańskiego, oraz Morze Aralskie i Bałtyckie. W Szkocji zawleczony, od ok. 1985 r. szybko się rozprzestrzenia i jest tam uważany za inwazyjny gatunek obcy, wpływający na rodzimą ichtiofaunę, szczególnie przez wyżeranie jej ikry.
Żyje w jeziorach, zbiornikach zaporowych, dużych rzekach, starorzeczach, oraz słonawych wodach przybrzeżnych – unika szybko płynących rzek górskich oraz wód silnie zarośniętych. Przebywa w głębszych partiach wody w pobliżu dna, w mniejszych lub większych stadach, często w towarzystwie narybku okonia, sandacza oraz karpiowatych. Dość odporny na zanieczyszczenia wody.

## Opis
Osiąga przeciętnie 15–20 cm długości (maksymalnie 25 cm). Ciało lekko wygrzbiecone, barwy zielonkawej, usiane licznymi ciemnobrązowymi plamkami, linia naboczna nie sięga do płatwy odbytowej. Liczba łusek wzdłuż ciała 35–40. Całe ciało, z wyjątkiem głowy, pokrywają mocno osadzone w skórze drobne, szorstkie łuski. Obie płetwy grzbietowe łączą się ze sobą. Płetwy brzuszne położone w dolnej części ciała, tuż za nasadą płetw piersiowych. Pysk jest mały i tępy, zakończony niewielką paszczą, uzbrojoną w liczne, drobne ząbki. Pokrywa skrzelowa jest zakończona ostrym kolcem.
Grzbiet szarawozielony lub brązowoszary, pokryty niewyraźnymi, czarnymi plamami, boki jasnobrązowe, brzuch żółtawobiały, ciemno nakrapiany. Pokrywy skrzelowe z metalicznym połyskiem. Płetwy grzbietowe i ogonowa szarobrązowe, gęsto nakrapiane ciemnymi plamkami. Płetwy brzuszne i odbytowa ciemnożółte lub szarawo-czerwone.

## Odżywianie
Najintensywniej żeruje w godzinach rannych. Młode osobniki żywią się planktonem i bentosem, dorosłe zjadają głównie bezkręgowce bentosowe: larwy komarów oraz ochotkowatych, a także poczwarki muchówek, kiełże oraz larwy jętek. Zjada również wodopójki, małżoraczki, widłonogi i ikrę innych gatunków ryb.

## Rozród
W Polsce tarło odbywa się od połowy kwietnia do końca maja. Tarło jest porcyjne i odbywa się w 2 lub 3 rzutach. Ikra, w liczbie od 1 do 6 tys., składana jest w galaretowatych wstęgach na roślinności podwodnej lub żwirowatym i kamienistym dnie. W wieku 4–5 lat jazgarz mierzy mniej niż 10 cm długości.